# Доспат (река)
Доспат (болг. Доспат, Доспатска река; греч. Δεσπάτης — Деспатис) — река в Болгарии и Греции. Длина — 97 км, площадь бассейна — 633 км².
Истоки реки находятся в Родопских горах на высоте более 1600 м. В верховьях это горная река с быстрым течением, далее течёт по более ровной местности. В основном река протекает по болгарской территории, но впадает в реку Места на территории греческого нома Драма в Греческой Македонии. Практически всё русло реки находится в области Чеч.
На реке построена дамба, образовавшая одноимённое водохранилище.

## Галерея

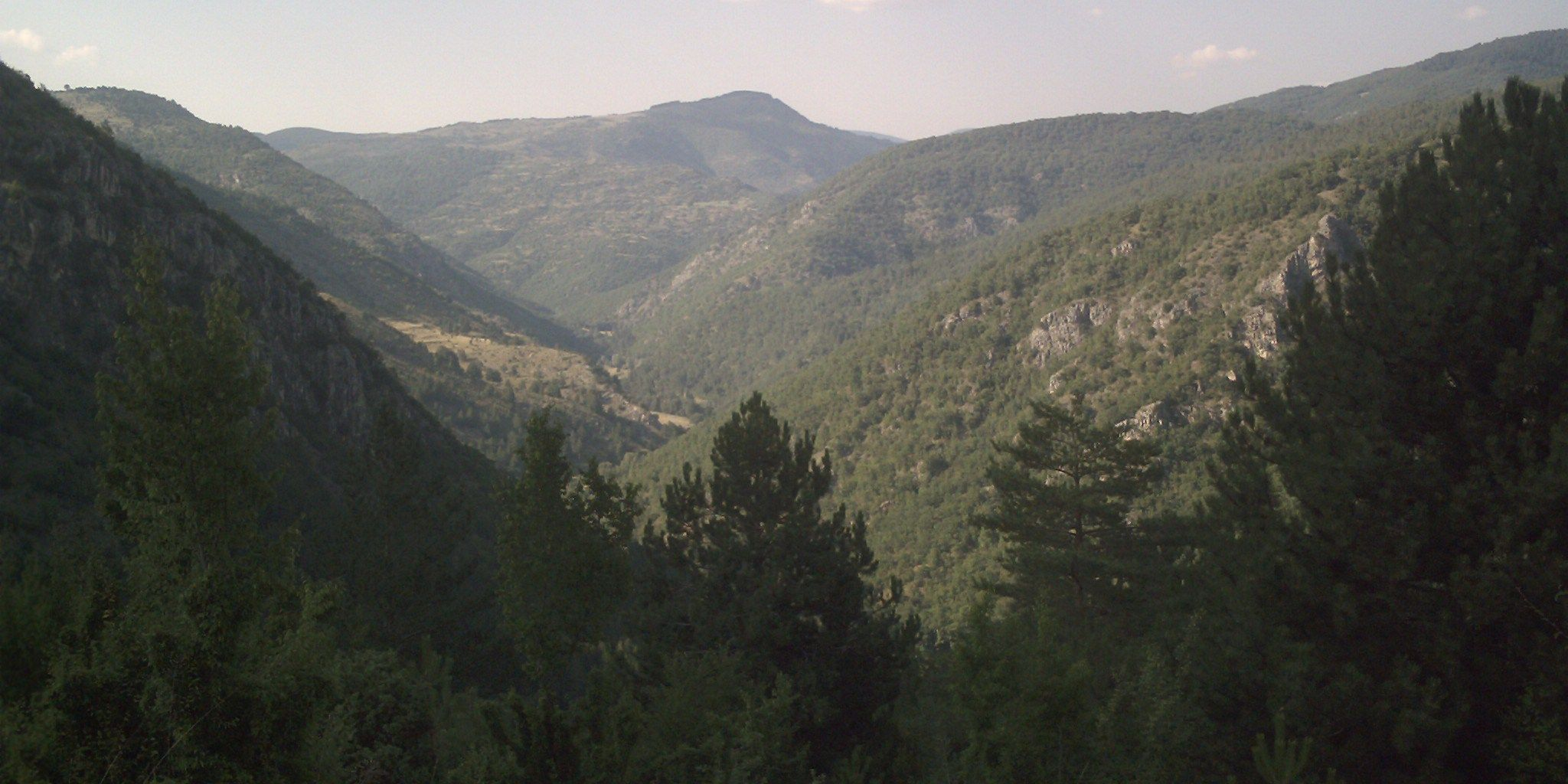
Долина Доспата
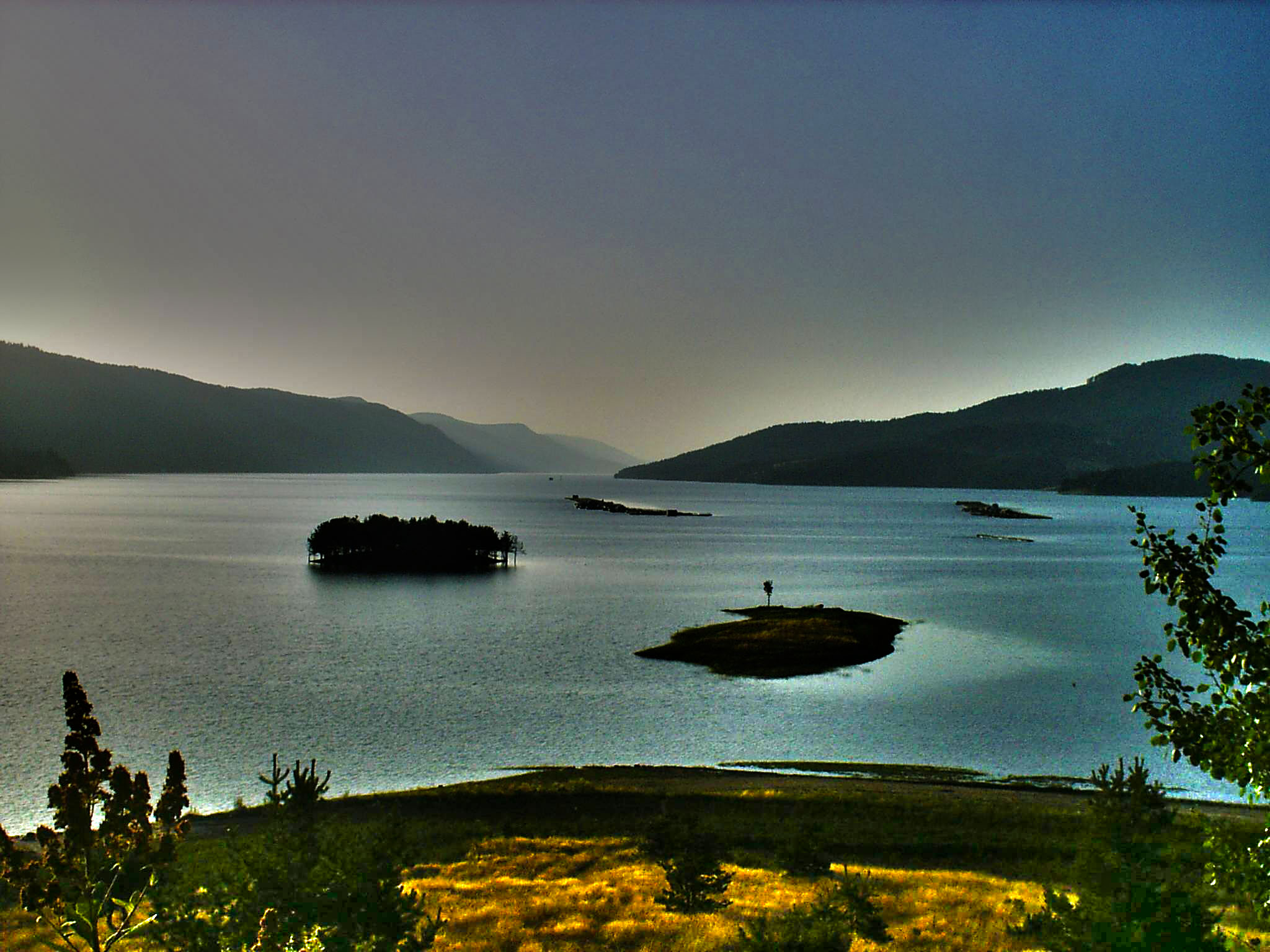
Водохранилище Доспат
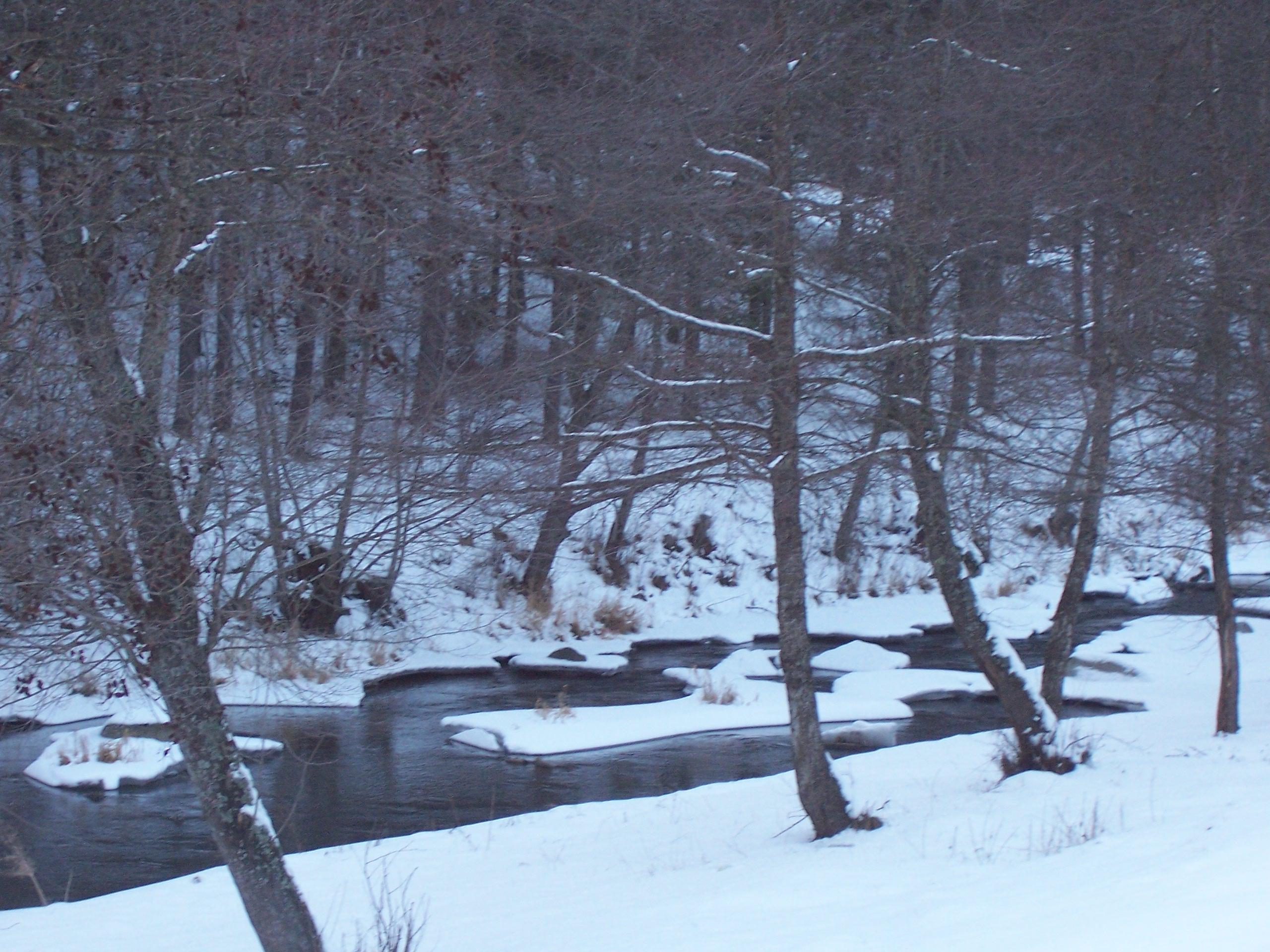
Доспат зимой
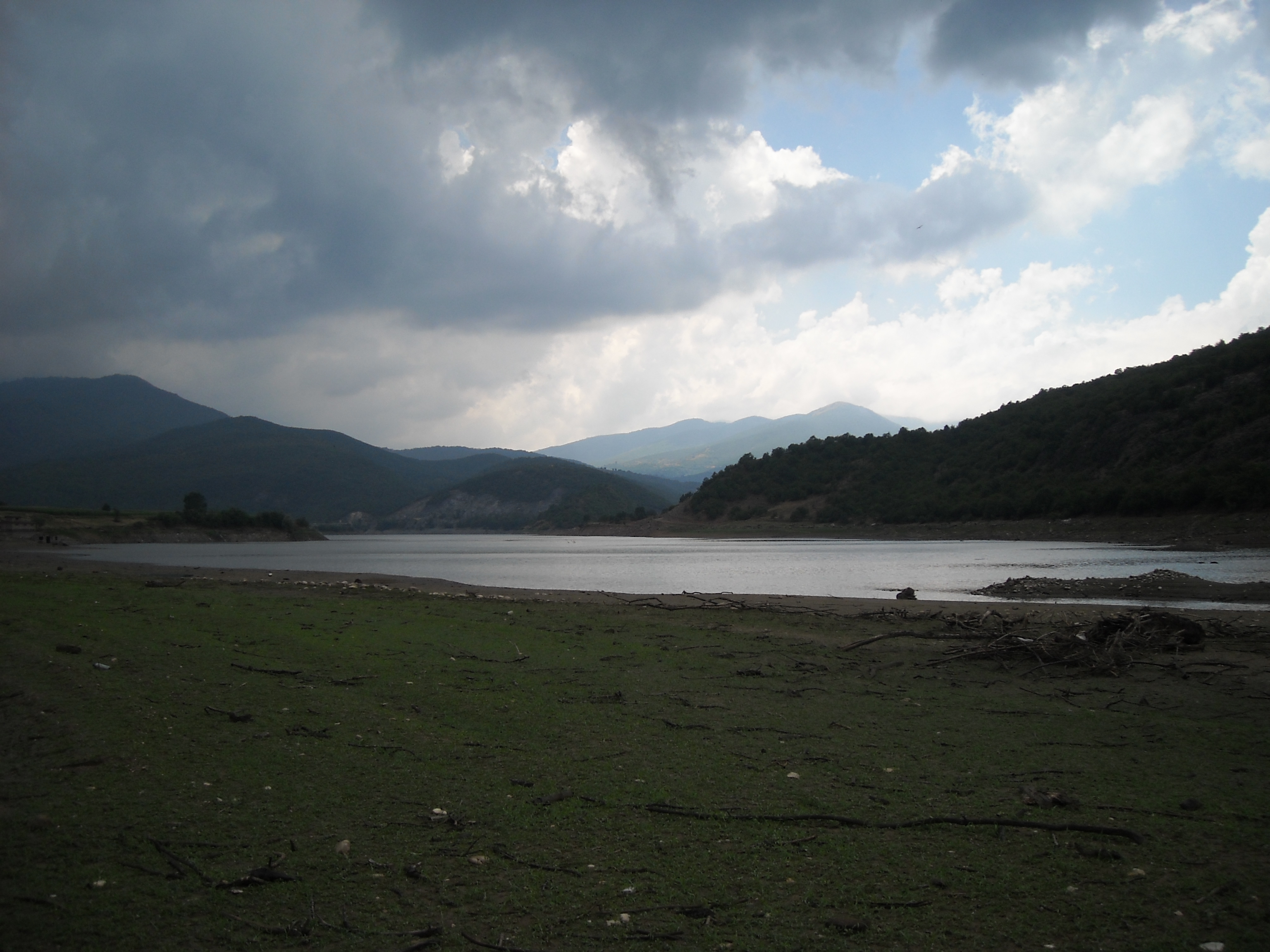
Доспат в районе устья